# Nomia ranavalona
Nomia ranavalona är en biart som först beskrevs av Gregory B. Pauly 1991.  Nomia ranavalona ingår i släktet Nomia och familjen vägbin. Inga underarter finns listade i Catalogue of Life.